# 9564 Jeffwynn
9564 Jeffwynn (1987 SG3) là một tiểu hành tinh bay qua Sao Hỏa được phát hiện ngày 16 tháng 9 năm 1987 bởi C. S. Shoemaker và E. M. Shoemaker ở Palomar. Nó được đặt theo tên an American geophysicist, Jeff Wynn.